# Bredelar

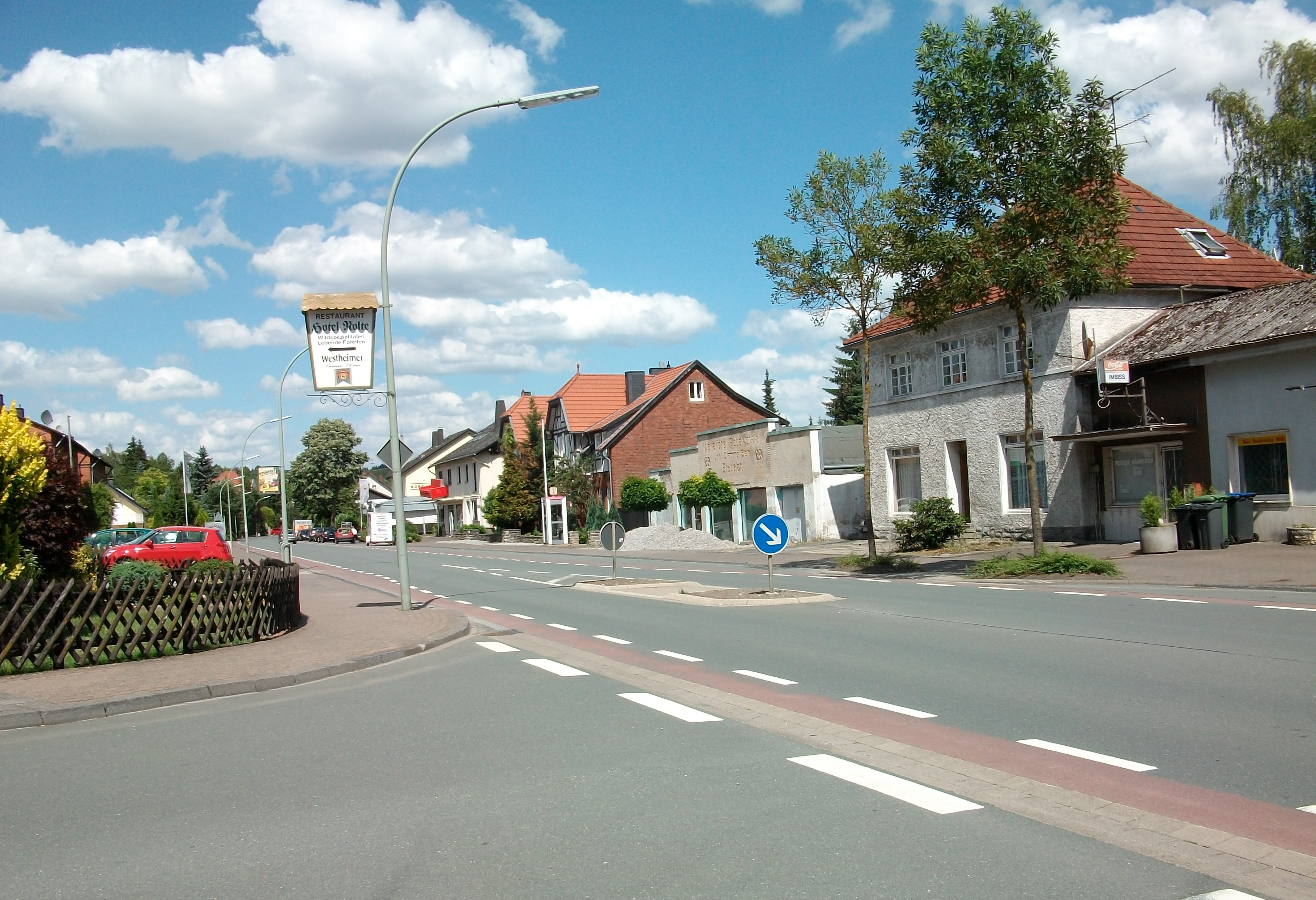
Ortsdurchfahrt von Bredelar

Bredelar ist ein Dorf im Osten des Sauerlands. Von 1900 bis 1974 bildete es eine selbstständige Gemeinde im Amt Niedermarsberg. Seit 1975 ist es eine Ortschaft der Stadt Marsberg im nordrhein-westfälischen Hochsauerlandkreis.
Am 31. Dezember 2012 waren 1193 Personen mit Haupt- oder Nebenwohnsitz in Bredelar gemeldet.
Die Geschichte des Dorfes ist eng mit dem Kloster Bredelar verknüpft.

## Geographie
Bredelar liegt an der B7 zwischen Brilon im Westen und Niedermarsberg im Osten. Nachbardörfer sind Beringhausen, Padberg, Giershagen und Brilon-Madfeld sowie die Kernstadt von Marsberg.
Im Westen grenzt die Bebauung direkt an Beringhausen, sodass beide Dörfer nahtlos ineinander übergehen.
Nordöstlich des Kernortes entstand in den 1960er und 1970er Jahren auf einem zuvor landwirtschaftlich genutzten Areal das Wohngebiet „Lichten Eichen“. Hier findet man neben einem alten Gasthof einige Einfamilienhäuser aus dieser Zeit, die allesamt auf Erbbaurechtsbasis-Grundstücken errichtet wurden.
Durch Bredelar fließt die Hoppecke. Hinter dem südlichen Ufer der Hoppecke ist ein jähes Aufsteigen steiler Berghänge bis zu Gipfeln von 120 m (Orthelle) und 150 m (Bellerstein) über der Talsohle zu beobachten.

## Geschichte

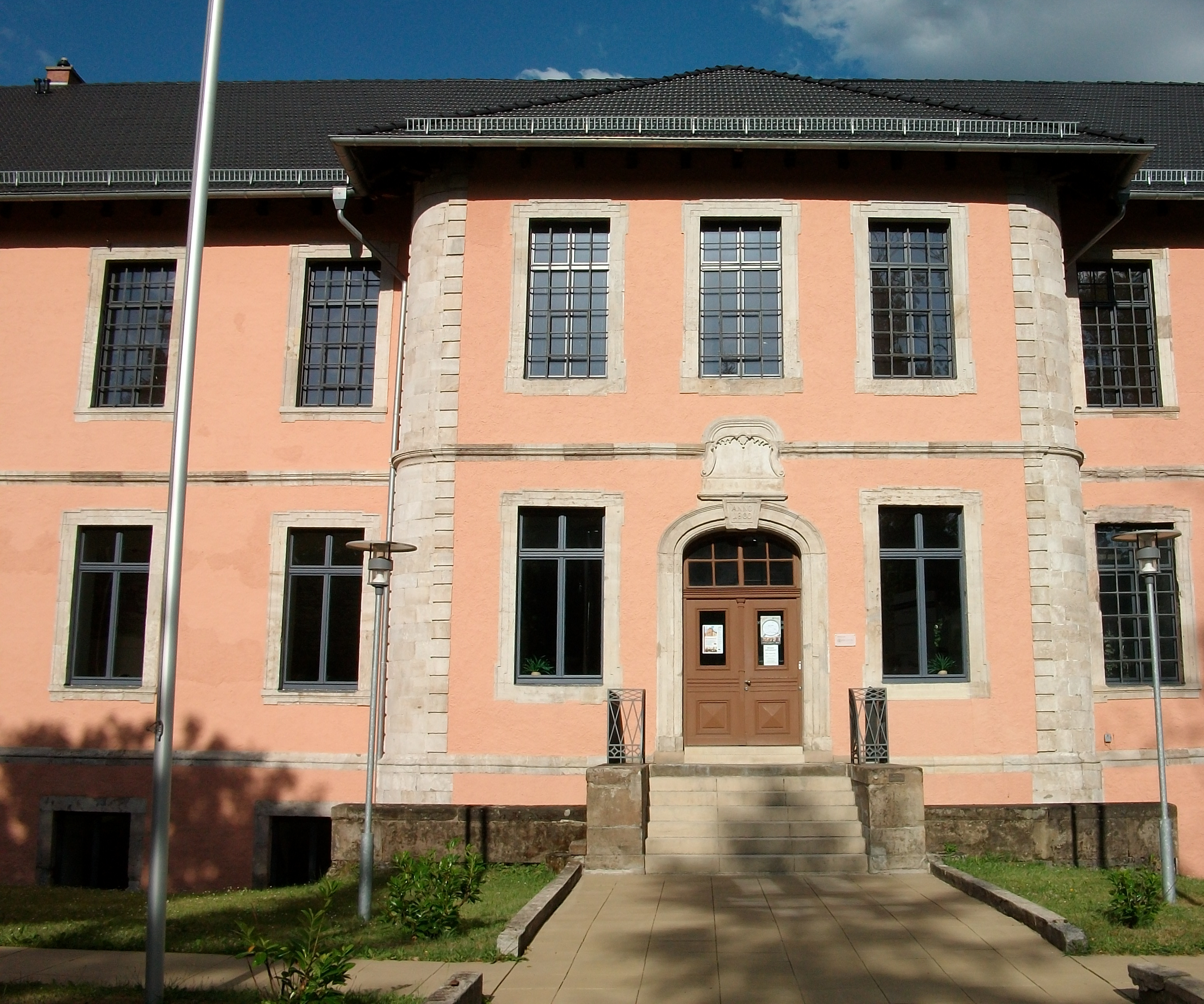
Kloster Bredelar

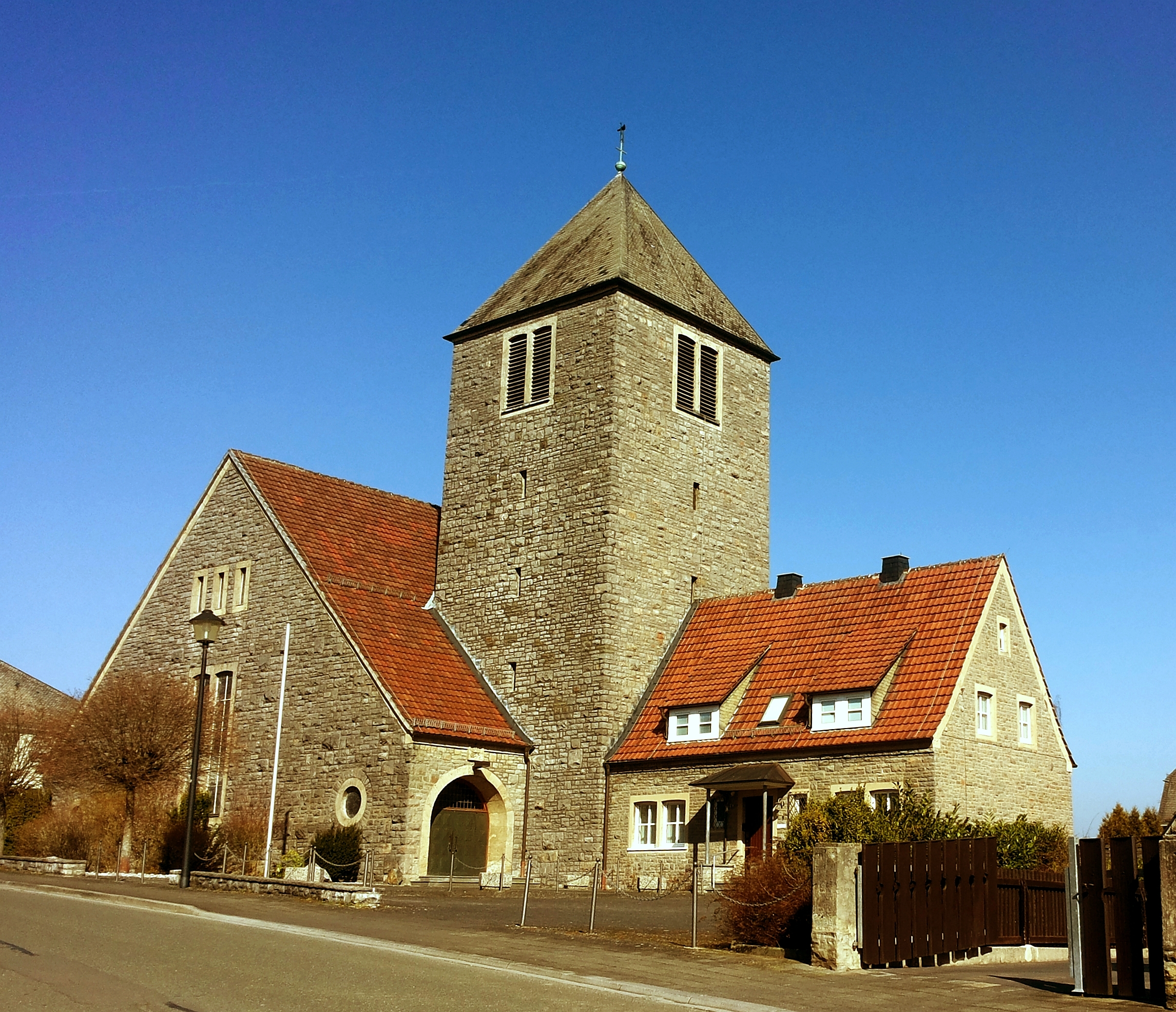
Kath. Pfarrkirche Christkönig

Der Name des Ortes weist auf eine schon im sehr frühen Mittelalter erfolgte Besiedlung hin. Im Althochdeutschen bedeutet nämlich „lar“ = Weideplatz, also „Bredelar“ = „ausgedehnter (breiter) Weideplatz“, womit Bezug genommen wird auf die im Tal liegenden Wiesenflächen nördlich der Hoppecke.
Der erste urkundliche Beleg Bredelars geht auf das Jahr 1170 zurück, als der Kölner Erzbischof Philipp I. ein Prämonstratenserinnen-Kloster stiftete. Die geistliche Aufsicht erhielt das Prämonstratenserkloster Scheda, die Vogteirechte lagen bei den Herren von Padberg. Die Stiftung erfolgte an eine dem Heiligen Laurentius geweihte Kirche, sodass erneut ein Beleg dafür existent ist, dass der Ort bereits vorher besiedelt gewesen sein muss.
Aufgrund des „wenig löblichen Lebenswandels“ der Ordensfrauen hatte die Stiftung nur kurz Bestand. Bereits im Jahr 1196 einigten sich Gottschalk von Padberg und der Kölner Erzbischof Adolf I. darauf, das Kloster in ein Männerkloster umzuwandeln. Die Nonnen wurden in das Stift Rumbeck versetzt und durch Zisterzienser aus dem Kloster Hardehausen abgelöst. Die weitere Geschichte des Dorfes ist zunächst eng mit der des Klosters verknüpft.

### Siebenjähriger Krieg
Im Siebenjähriger Krieg kam es am Morgen des 5. August 1761 vor dem Kloster zu einer kleinen Schlacht zwischen Truppen aus Frankreich und Preußen. Bei den Kämpfen wurde das Kloster erheblich zerstört. Die Kämpfe verlagerten sich im Laufe des Tages Richtung Giershagen. Die Franzosen mussten sich, vermutlich wegen Munitionsmangel, zurückziehen. Rund 350 Soldaten wurden bei der Schlacht getötet. Noch 1932 fand man bei Straßenbauarbeiten im Bereich der Diemel zahlreiche Gräber von Soldaten.

### 19. Jahrhundert
Nach der Säkularisation des Klosters 1803 entstand ab 1826 auf dessen Gelände die Theodorshütte. Da das Kloster mehr als 4300 preußische Morgen Wald besessen hatte, wurde Bredelar zum Sitz einer Oberförsterei, die ab 1857 von Carl Böttger geleitet wurde.
Im Jahr 1864 hatte das Dorf etwa 300 Einwohner.

### 20. Jahrhundert
Der Ort selbst gehörte zunächst zur heutigen Nachbargemeinde Giershagen. Am 1. April 1900 entstand dann die Gemeinde Bredelar im Amt Niedermarsberg im Kreis Brilon. Hintergrund hierfür war der Zuzug etlicher Familien und Einzelpersonen, die aufgrund eines Landerwerbs und Umsiedelung des Großgrundbesitzers Köhne erfolgte, welche Dienstpersonal aus der Heimat Ostpreußen mitbrachte. Aufgrund der dort üblichen Konfession siedelte sich somit im überwiegend katholischen Sauerland eine ungewöhnlich große Anzahl von Menschen mit evangelischem Glauben an.
Aufgrund einer Schenkung des Gutsherren konnte im Jahr 1901 im Ort eine evangelische Kirche, die heutige Christuskirche, erbaut werden. Es war seinerzeit die erste Kirche des Ortes. Zur Einweihung stiftete Kaiserin Auguste Viktoria der Kirche eine Altarbibel, die noch heute auf dem Altar liegt.

### Zweiter Weltkrieg
Bei einem alliierten Luftangriff am 26. März 1945 wurden ein deutscher Soldat und ein Zivilist getötet. Die Bahnanlagen und zahlreiche Gebäude wurden unterschiedlich schwer beschädigt. Am 29. März erreichten die ersten amerikanischen Soldaten von Giershagen kommend mit ihren Panzern die Hoppeckebrücke. Ein Lazarettzug mit angehängtem Flakzug, der gerade aus Bredelar abfuhr, wurde sofort beschossen. Wegen Treffern in der Kesselanlage der Lokomotive blieb der Zug genau am Bahnübergang in Richtung Giershagen liegen und versperrte den Vormarsch. Die US-Soldaten nahmen daraufhin rund 600 deutsche Soldaten und Rotkreuzschwestern aus dem Zug gefangen und brachten diese nach Giershagen. Ein anderer Flakzug wurde in der Nacht weiter östlich unterhalb der Johannisbrücke von der Wehrmacht aufgegeben und gesprengt, da auch Niedermarsberg schon besetzt war. Am 30. März rückten aus Richtung Marsberg andere US-Truppen vor. Als der an der Spitze fahrende Panzerspähwagen den Dorfrand erreichte, schossen Soldaten der Waffen-SS diesen in Brand, wobei ein US-Soldat verwundet wurde. Sofort zogen sich die US-Soldaten zurück. Nach zweistündigem Beschuss, bei dem 15 Wohnhäuser unterschiedlich schwer beschädigt wurden, wurde das Dorf eingenommen. Während des Beschusses und des Einmarsches wurden zwei Zivilisten verwundet. Ein Drittel des Dorfes musste für die US-Army geräumt werden.
Am 12. April begann die Plünderung des Textillagers im ehemaligen Kloster. Die US-Truppen hatte dies scheinbar freigegeben. Neben ehemaligen Gefangenen nahmen auch Einheimische aus Bredelar und Umgebung an der Plünderung teil.
In den folgenden Tagen wurden drei weitere Lager im Dorf geplündert. Es kam in der folgenden Zeit auch zu Plünderungen und Diebstahl von Privateigentum durch ehemalige Gefangene; bis zu 1300 hielten sich im Dorf auf. Es dauerte bis Ende Oktober, bis die ehemaligen Gefangenen in ihre Heimat oder Lager abtransportiert wurden.
Im Zweiten Weltkrieg starben 51 Bredelarer als Soldaten der Wehrmacht, davon 40 an der Ostfront.
Zu Ehren der Gefallenen wurde ein Kriegerdenkmal errichtet, welches im Gartenbereich der ehemaligen Evangelischen Schule steht.

### Ab 1945
Nach dem Krieg stieg die Einwohnerzahl durch den starken Strom von Flüchtlingen von 712 (1939) auf 1272 (1950).
Im Jahr 1961 hatte der Ort bei einer Fläche von 17,85 km² 1323 Einwohner, davon waren 851 katholisch und 451 evangelisch.
1961 waren von den Erwerbspersonen 19,4 % in Land- und Forstwirtschaft, 50,9 % im produzierenden Gewerbe und der Rest in sonstigen Berufssparten beschäftigt.
Am 1. Januar 1975 wurde Bredelar im Rahmen der Gebietsreform in Nordrhein-Westfalen in die neue Stadt Marsberg eingemeindet.

## Politik
Aktuelle Ortsbürgermeisterin für Bredelar ist Annette Lefarth.

## Sehenswertes
In der Liste der Baudenkmäler in Marsberg sind für Bredelar 13 Baudenkmale aufgeführt.
Auf dem Gelände des ehemaligen Klosters Bredelar befindet sich heute ein Kultur- und Tagungszentrum und in der ehemaligen Theodorshütte auf dem Gelände ein Museum, ein Raum für Kunstausstellungen und eine Schaugießerei.
Sehenswert sind auch die katholische Christkönigkirche, die unter Denkmalschutz steht, sowie die evangelische Christuskirche.
Bredelar ist zudem bundesweit bekannt für den Saunaclub Parkschloss Dali, welcher sich seit den 1990er Jahren gegenüber dem alten Kloster im ehemaligen Gutshaus der Familie Köhne befindet. Eine spanische Stiftung hat 2019 Klage eingereicht, um eine Umbenennung zu erzwingen.

## Wirtschaft
Dank seiner Lage an der B7 und dem damit verbundenen Durchreiseverkehr kann Bredelar auf eine nahezu ausreichende Versorgung der Einwohner und Besucher blicken. Neben Supermarkt, zwei Bankfilialen, traditionsreichen Einzelhandelsläden, Dienstleistern und Handwerksbetrieben ist auch die ärztliche Versorgung nebst Apotheke sichergestellt.
In dem in den 1970er Jahren touristisch prosperierenden Dorf findet man auch heute noch einige Einkehr- bzw. Übernachtungsmöglichkeiten.
Einige gewerbliche Betriebe befinden sich am Ortsausgang in Richtung Marsberg.

## Veranstaltungen
In Bredelar findet jährlich an Pfingsten das Schützenfest statt. Alle fünf Jahre wird zudem ein Kaiser unter allen noch lebenden, ehemaligen Schützenkönigen ausgeschossen.
Karneval feiert man in Bredelar anlässlich einer Prunksitzung inkl. Prinzenproklamation.
Zudem feiert die Freiwillige Feuerwehr jährlich im Sommer ein Fest für alle Bürger an ihren Räumlichkeiten bei Lichten Eichen.

## Tourismus
Bredelar entwickelte sich Ende der 1960er Jahre zu einem beliebten Urlaubsort, insbesondere für Familien aus dem Ruhrgebiet und den Niederlanden. Neben den bereits existierenden Hotels und Pensionen wurden immer häufiger auch Privatzimmer in privaten Haushalten angeboten; oft mit Familienanschluss. Dabei punktete Bredelar mit seinen vielen Waldwanderwegen und seiner Nähe zum Diemelsee. Heutzutage ist die Anzahl der Übernachtungsgäste aufgrund der veränderten Reisementalität stark geschrumpft.

## Freizeitaktivitäten
In Bredelar gibt es eine Tennishalle. In der alten evangelischen Schule befindet sich ein kleines Fitness-Center.
Ein Fußballplatz befindet sich am Ortsausgang in Richtung Beringhausen.
Bredelar bietet umfangreiche Wanderwege, sowohl im großen Staatsforst, am Forstenberg sowie am Berg Orthelle. Dort oben befindet sich ein Waldweg, der zur vom Ort aus sichtbaren Lourdes-Grotte mit einer Mutter-Gottes-Statue führt. Von hier hat man einen umfangreichen Blick über das Dorf.
Das nächste Hallenbad sowie andere Sportangebote befinden sich in der Marsberger Kernstadt.

## Wappen
| Wappen von Bredelar | Blasonierung In Schwarz über einem silbernen, gewellten Schildfuß ein schräggestellter, goldener Abtsstab mit nach links geöffneter Krücke, überzogen mit einem von Rot und Silber in zwei Reihen geschachteten Schräglinksbalken. Beschreibung Die Wellen symbolisieren die durch den Ort fließende Hoppecke. Der Abtsstab und der Schrägbalken bildeten das Wappen des früheren Klosters Bredelar. Die amtliche Genehmigung erfolgte am 16. Januar 1959. |

## Verkehr

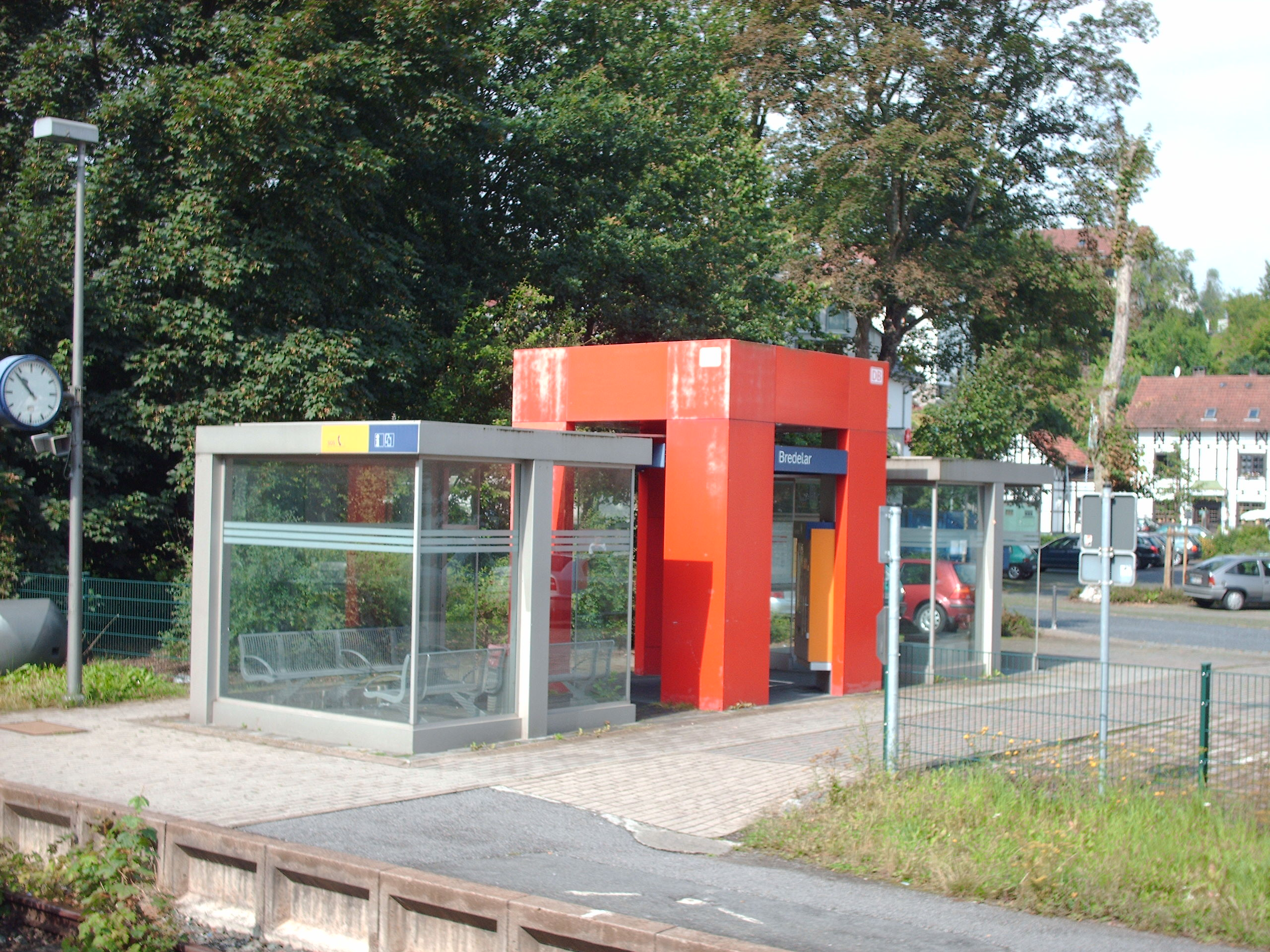
Bahnhof Bredelar

In Bredelar hat die Obere Ruhrtalbahn einen Haltepunkt. Der Bahnhof, der 1873 in Betrieb genommen worden ist, gewann in den folgenden Jahrzehnten an Bedeutung mit über 30 Weichen und neun parallel verlaufenden Gleisen auf der Strecke zwischen Bestwig im Osten und Kassel im Westen. Ab den 1960er Jahren verlor er an Nachfrage und wurde 1988 komplett abgerissen. Heute ist die Strecke eingleisig und wird stündlich vom Sauerland-Express (Linie RE 17) bedient.
| Linie | Verlauf | Takt                                                                             |
| ----- | --- | -------------------------------------------------------------------------------- |
| RE 17 | Sauerland-Express: Hagen Hbf – Schwerte (Ruhr) – Fröndenberg – Wickede (Ruhr) – Neheim-Hüsten – Arnsberg – Oeventrop – Freienohl – Meschede – Bestwig – Olsberg – Brilon Wald Linienast 1: – Brilon Stadt Linienast 2: – Hoppecke – Messinghausen – Beringhausen – Bredelar – Marsberg – Westheim (Westf) – Scherfede – Warburg (Westf) Linienast 3: – Willingen Stand: Fahrplanwechsel Dezember 2024 | 60 min Hagen – Brilon Stadt morgens Hagen – Warburg Clubsaison Hagen – Willingen |

Durch den Ort führt die Bundesstraße 7. Mehrmals am Tag fahren Busse in alle Richtungen.